# Thaumatomyrmex mutilatus
Thaumatomyrmex mutilatus är en myrart som beskrevs av Mayr 1887. Thaumatomyrmex mutilatus ingår i släktet Thaumatomyrmex och familjen myror. Inga underarter finns listade i Catalogue of Life.

## Bildgalleri

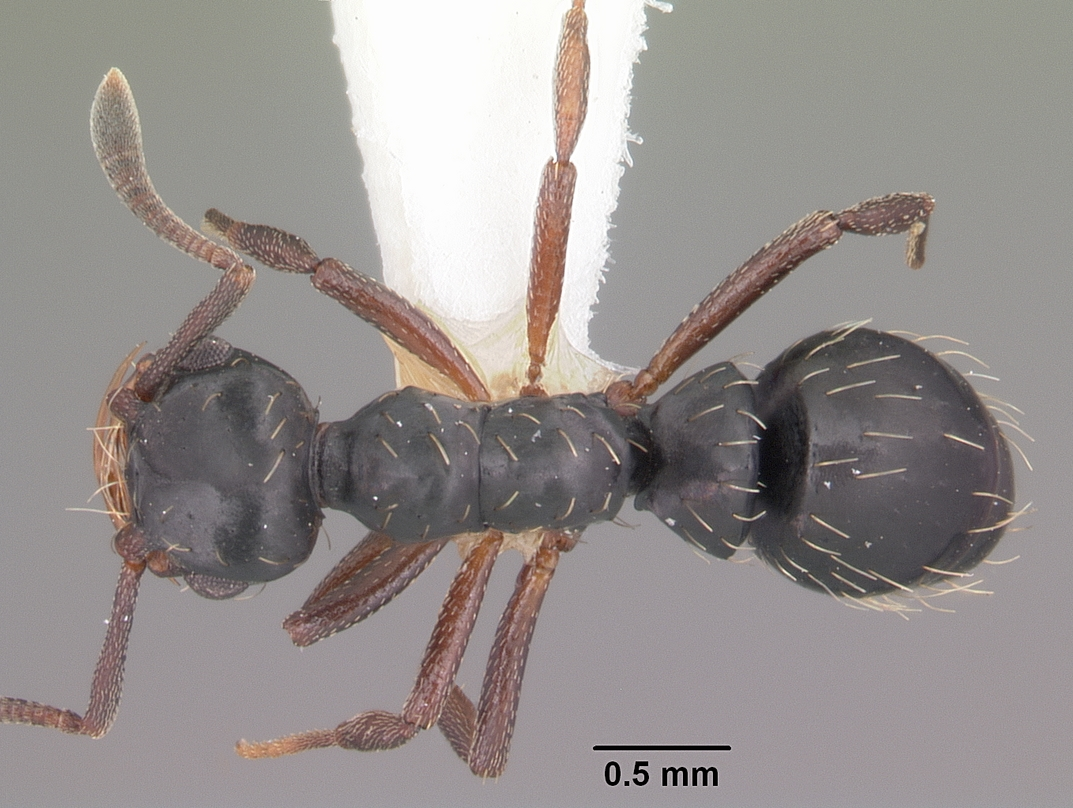
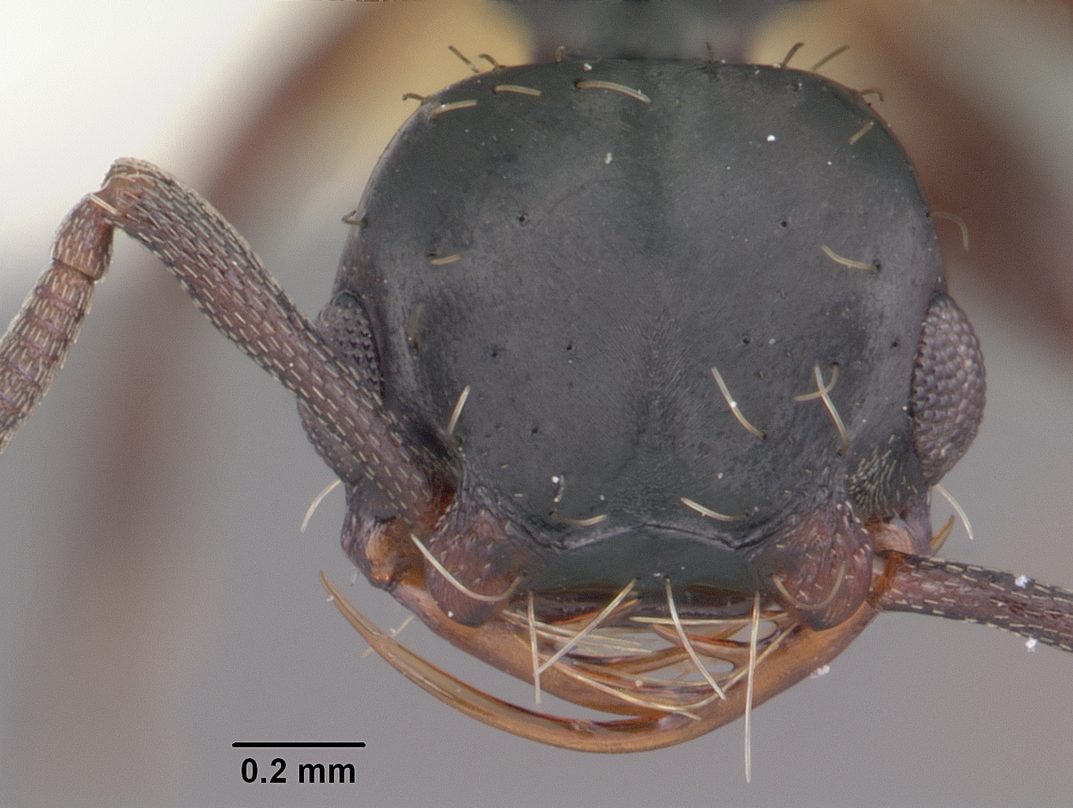
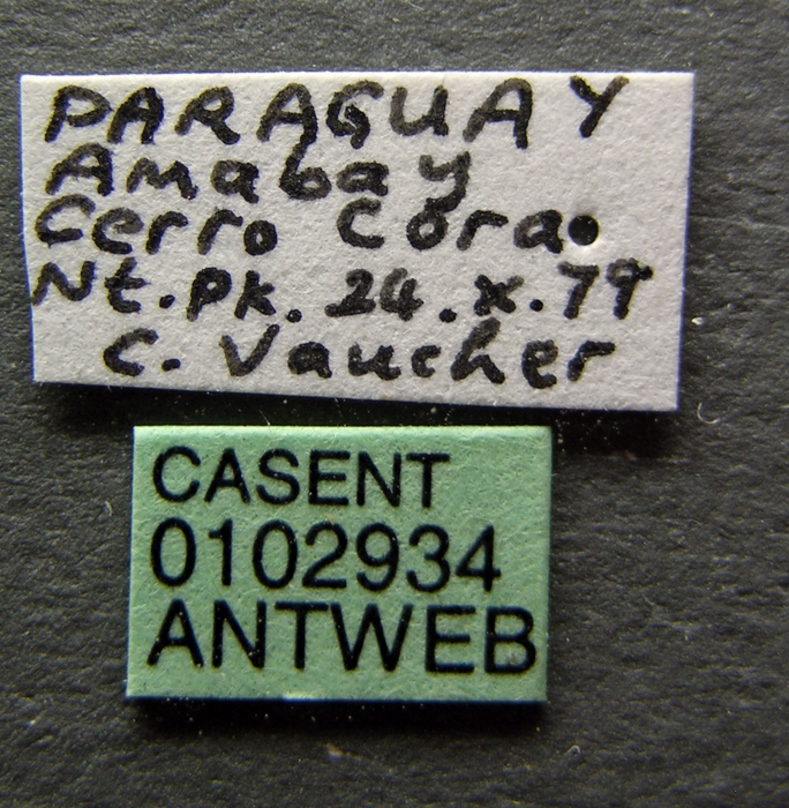
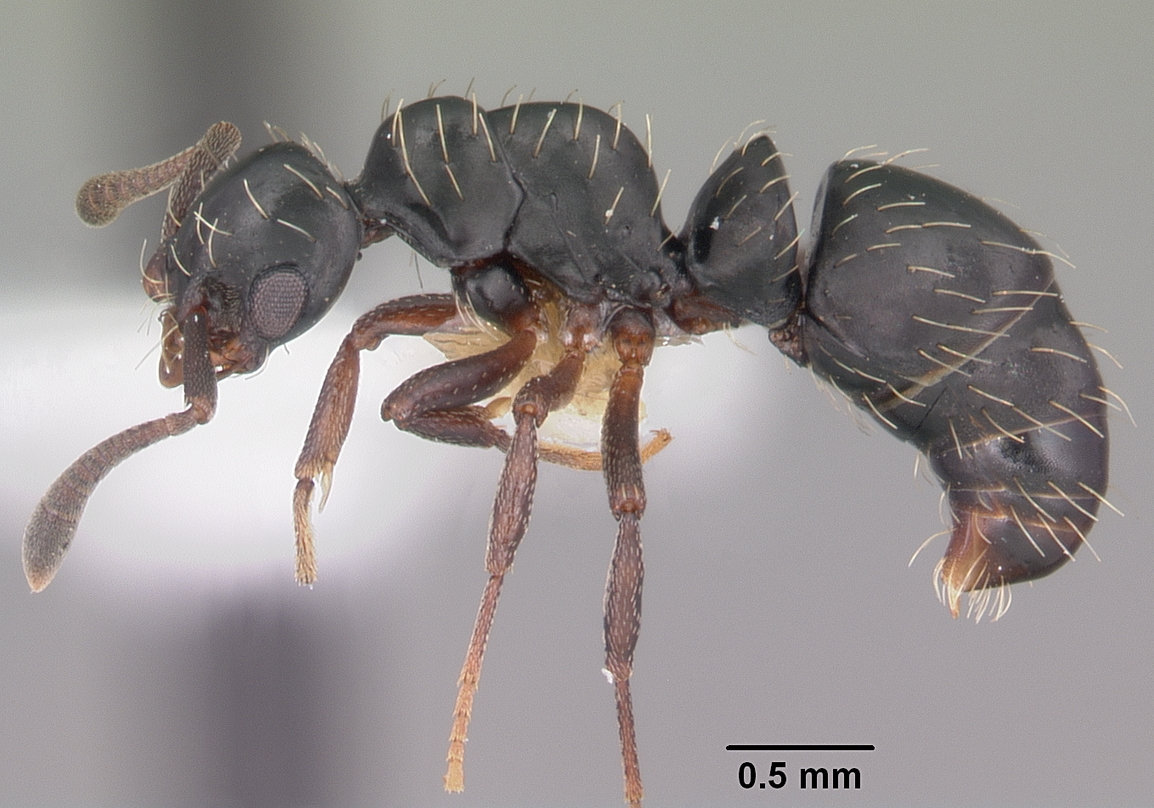
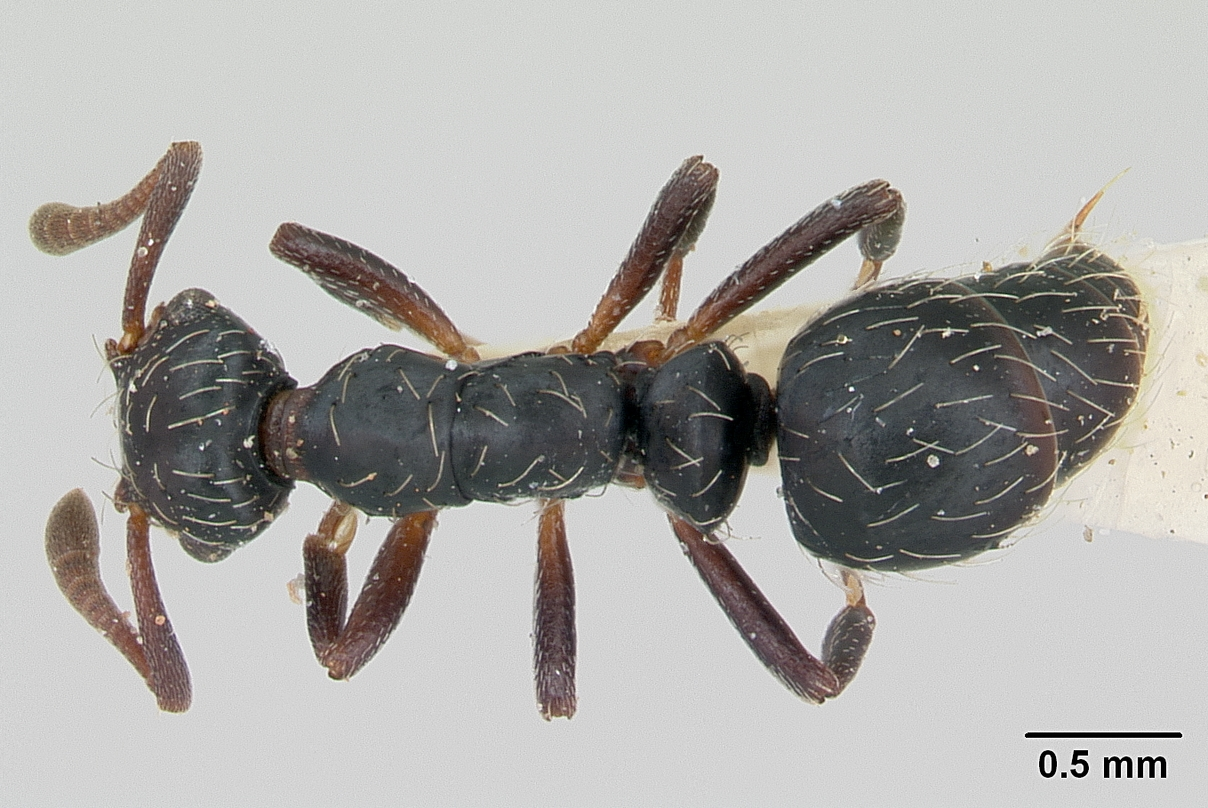
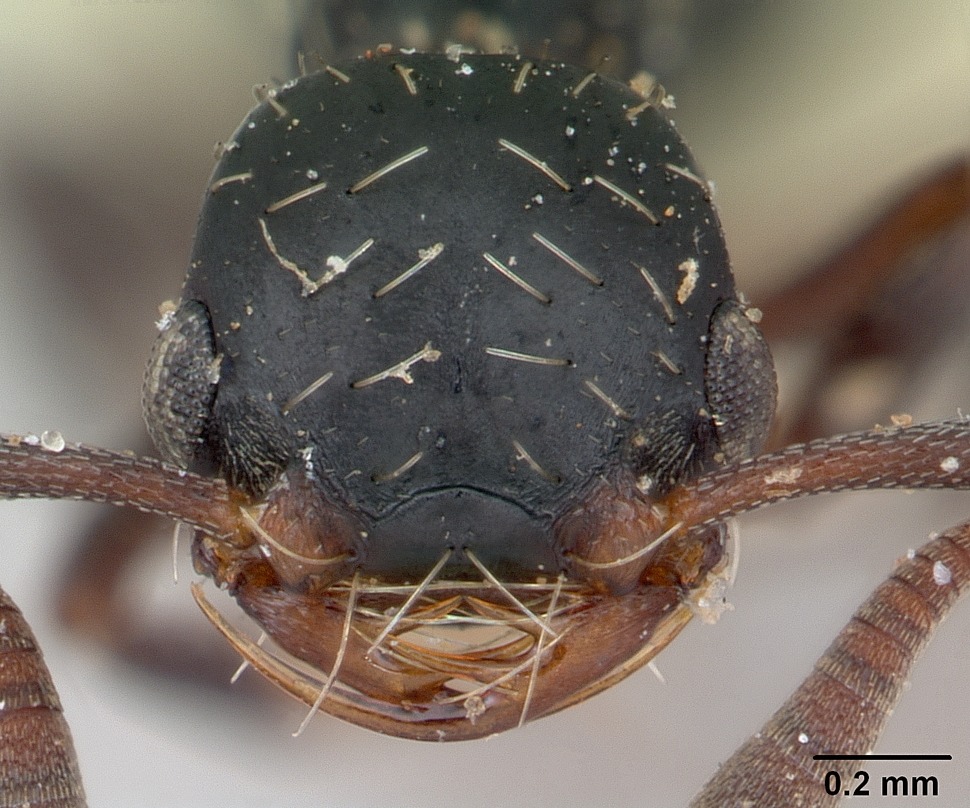